# Miłka Manewa
Miłka Mikowa Manewa (bg. Милка Микова Манева; ur. 7 czerwca 1985 w Smolanie) – bułgarska sztangistka, srebrna medalistka igrzysk olimpijskich i dwukrotna medalistka mistrzostw Europy.

## Kariera
Na igrzyskach olimpijskich w Londynie w 2012 roku wywalczyła srebrny medal w wadze średniej. W zawodach tych rozdzieliła na podium Kanadyjkę Christine Girard i Luz Acostę z Meksyku. Pierwotnie Manewa zajęła piąte miejsce, jednak w latach 2016-2017 roku zdyskwalifikowane za doping zostały Majia Maneza z Kazachstanu (1. miejsce), Rosjanka Swietłana Carukajewa (2. miejsce) i Sibel Şimşek z Turcji (4. miejsce), a srebrny medal przyznano Bułgarce. Był to jej jedyny start olimpijski. Zdobyła ponadto złoty medal w tej samej kategorii na mistrzostwach Europy w Tiranie (2013) i srebrny w wadze lekkociężkiej podczas mistrzostw Europy w Tel Awiwie (2014).